# Crispo
Els Crispo foren una dinastia familiar veneciana que va governar el ducat de Naxos del 1383 al 1566 (i breument el 1571-1573). Una branca va governar a Ios separadament del 1397 al 1508.
A part dels ducs i senyors que s'esmenten, la persona més important de la familia va sorgir per via de femella: una germana de Francesc II Crispo, Fiorenza, es va casar amb Marc Cornaro, patrici de Venècia, i foren pares de dos fills, ambdós personatges importants:
- Giorgio Cornaro, de sobrenom "Padre della Patria", cavaller de l'Imperi i patrici venecià, podesta de Brèscia el 1496, i Procurador de Sant Marc, nascut a Venècia el 1452 i mort a la mateixa ciutat el 31 de juliol de 1527.

- Caterina Cornaro, reina de Xipre de l'agost del 1474 al febrer de 1489, senyora d'Asolo (1489), nascuda a Venècia el 25 de novembre de 1454 i morta a la mateixa ciutat el 10 de juliol de 1510. Casada per poder a Venècia el 30 de juliol de 1468 amb Jaume II de Lusignan, rei de Xipre, i casada altre cop en persona a Famagusta l'octubre de 1472.

## Ducs de Naxos.
- Francesc I Crispo 1383-1397
- Jaume I Crispo 1397-1418
- Joan II Crispo 1418-1433
- Jaume II Crispo 1433-1447
- Nicolo Crispo, regent 1447-1450
- Joan Jaume I Crispo 1447-1453
- Guillem II Crispo 1453-1463
- Francesc II Crispo 1463
- Jaume III Crispo 1463-1480
- Joan III Crispo 1480-1494
- Francesc III Crispo 1494
- Jaume Crispo, governador 1494-1496
- Antoni Crispo, governador 1496-1505 (fill)
- Francesc III Crispo (restablert 1500) 1505-1517
- Joan IV Crispo 1517-1544
- Antoni Crispo (net d'Antoni Crispo), governador 1544-1554
- Joan IV Crispo 1554-1564
- Francesc IV Crispo 1536-1544 (associat) mort el 1550
- Jaume IV Crispo 1565-1566
- Josep Nasi 1566-1571
- Jaume IV Crispo 1571-1573
- Josep Nasi 1573-1579
- als Otomans 1579

## Branca dels senyors de Ios.
- Francesc I Crispo 1383-1397
- Marc I Crispo 1397-1450
- Jaume I Crispo d'Ios 1450-1452
- Francesc I Crispo d'Ios 1452-1494
- Marc II Crispo 1494-1508
- als Pisani, senyors d'Anafi i Antiparos